# إجمال
الإجمال إيراد الكلام على وجه يحتمل أمورا متعددة، والتفصيل تعيين بعض تلك المحتملات، أو كلها. وقيل الإجمال معرفة الأجزاء مع عدم الامتياز.

## الاصطلاح
الإجمال في اصطلاح المالية بيان الحساب، وفي اصطلاح التجارة خلاصة لأصناف البضائع. والإجمالي روايات وتقاليد مأثورة ترجع إلى أمور كثيرة.